# Houmt El Souk
Houmt El Souk (en árabe: حومة السوق‎, en Árabe tunecino "Ḥūmat as-Sūq") que significa literalmente: "El barrio del mercado", es un municipio y la ciudad principal de la isla de Djerba en la República Tunecina. Popular destino turístico  conocida por su tradicional zoco (mercado) y la fortaleza aglabí.
Se encuentra aproximadamente a 20 km de Ajim y a 22 km de El Kantara (punto de llegada a la isla por la llamada calzada romana). Es también cabecera y municipio con 75 904 habitantes. La ciudad en sí alberga una población de 44 555 habitantes (2005). La ciudad se desarrolló sobre el antiguo emplazamiento de una ciudad romana llamada Gerba o Girba donde nacieron dos emperadores romanos, Treboniano Galo y su hijo Volusiano.

## Geografía
Houmt El Souk se encuentra en una llanura en la costa norte de la isla sin vías fluviales. El nivel freático es generalmente salobre, corroborado por la presencia de pozos artesianos excavados durante el protectorado francés. Entre ellos se encuentra el de Bir Erroumi, de 767 metros de profundidad, cuyas aguas son calientes y ferruginosas.
La ciudad en sí está dividida en cuatro sectores: Taourit, Boumellel, Essouani y Ejjouamaâ, siendo los otros sectores del municipio Mellita, Hachène, Fatou, Mezraya, Cedghiane, Erriadh y Oualegh. Estos sectores están ubicados en las partes norte (Taourit y Essouani) y sur de la ciudad (Boumellel y Ejjouamaâ), con la zona comercial superpuesta a los cuatro sectores.
El mar bordea la ciudad al norte; el fondo marino es somero en Houmt El Souk: hay que alejarse nueve kilómetros desde la costa para llegar a 5 metros de profundidad. La magnitud de las mareas allí también llega a 1,30 metros.

### Clima
El clima de Houmt Souk es mediterráneo, templado con tendencia semiárido, beneficiándose de una benéfica brisa marina durante el verano. La temperatura media anual ronda los 20 °C. La precipitación es de unos 250 milímetros por año (249,92 milímetros para los años 2003 a 2007 ); las primaveras suelen ser ventosas.

## Historia
Houmt El Souk se fundó a finales del siglo XIV, tras la construcción por los hafsíes de Borj El Kebir tras la expulsión de los soldados de Alfonso V de Aragón. Sin embargo, esta ciudad se habría desarrollado sobre el emplazamiento de una antigua ciudad romana llamada Gerba o Girba que también era un puerto y que estaba, en el siglo III, junto a la ciudad de Meninx, la ciudad con mayor concentración de población en la isla.
Kamel Tmarzizet indica que la Tabula Peutingeriana sitúa a Girba en el norte de la isla, y que el historiador latino Aurelius Victor precisa que “la ciudad de Girba tuvo el honor de dar a luz a dos emperadores romanos Galo y su hijo Volusiano; aunque estos tuvieron un reinado bastante efímero entre 251 y 252 d.C. ”.
Tmarzizet añade que textos extraídos de las actas de los Concilios de Cartago, escritos por autores latinos, revelan que Girba fue sede de un obispado, que su obispo participó en el primer Concilio de Cartago (251) y que el obispo Vincentius representó a todo el sur de Túnez en el Concilio de Cartago de 525 durante la Edad Media. Los viajeros árabes informan que “la ciudad de Girba era una ciudad muerta, desierta de toda población pero en un estado de conservación relativamente bueno. Detrás de sus murallas, todavía se pueden ver mansiones, monumentos y templos magníficos y de aspecto resplandeciente”. Esta descripción es confirmada por el historiador y testigo presencial, Et-Tijani, a principios del siglo XIV, quien precisa que la ubicación de Girba corresponde a la del actual Houmt Souk. Dice que es “una ciudad antigua cuyos monumentos, murallas y obras de arte están construidos con piedra fina”. Las excavaciones realizadas en el Borj El Kebir de 1975 encontraron una estela de mármol blanco con dedicatoria a un emperador. Este es un testimonio de la ubicación de la ciudad y la existencia en la época de la república. De esta forma, Girba habría sido testigo de multitud de civilizaciones antiguas: númida, púnica, romana, vándala, etc.
Corsarios y piratas hicieron de Borj El Kebir su guarida durante varios siglos; así es como se desarrolla la famosa Batalla de Los Gelves en el extremo norte del sitio. En el siglo XV, el viajero Anselme Adorne habla de la población y de sus parcelas cuadriculadas rodeadas de fértiles huertas.
Bajo el protectorado francés (de 1881 a 1956), la isla de Djerba se divide en doce territorios gobernados por jeques; Houmt El Souk era entonces la capital del jeque de Taourit y, en diciembre de 1887, se convirtió en el centro regional y capital administrativa de Djerba. El 28 de julio de 1881, las tropas francesas se instalan tras tomar la isla, permaneciendo allí hasta 1903, cuando el fuerte pasó a manos de las autoridades tunecinas mientras que la administración de la isla pasó de la autoridad militar a la civil en 1890.
En 1956, cuando Túnez obtiene su independencia, Houmt El Souk se convierte en la capital de la delegación de Djerba. El distrito electoral de Houmt El Souk fue creado el 4 de marzo de 1977 y el municipio de Djerba-Houmt Souk el 8 de abril de 1985, fecha en la que nacen dos delegaciones adicionales: Midoun y Ajim. El 8 de febrero del mismo año se crearon también otros dos municipios. El alcalde de Houmt El Souk desde el 14 de enero de 2011 es Hichem Bessi.

## Arquitectura

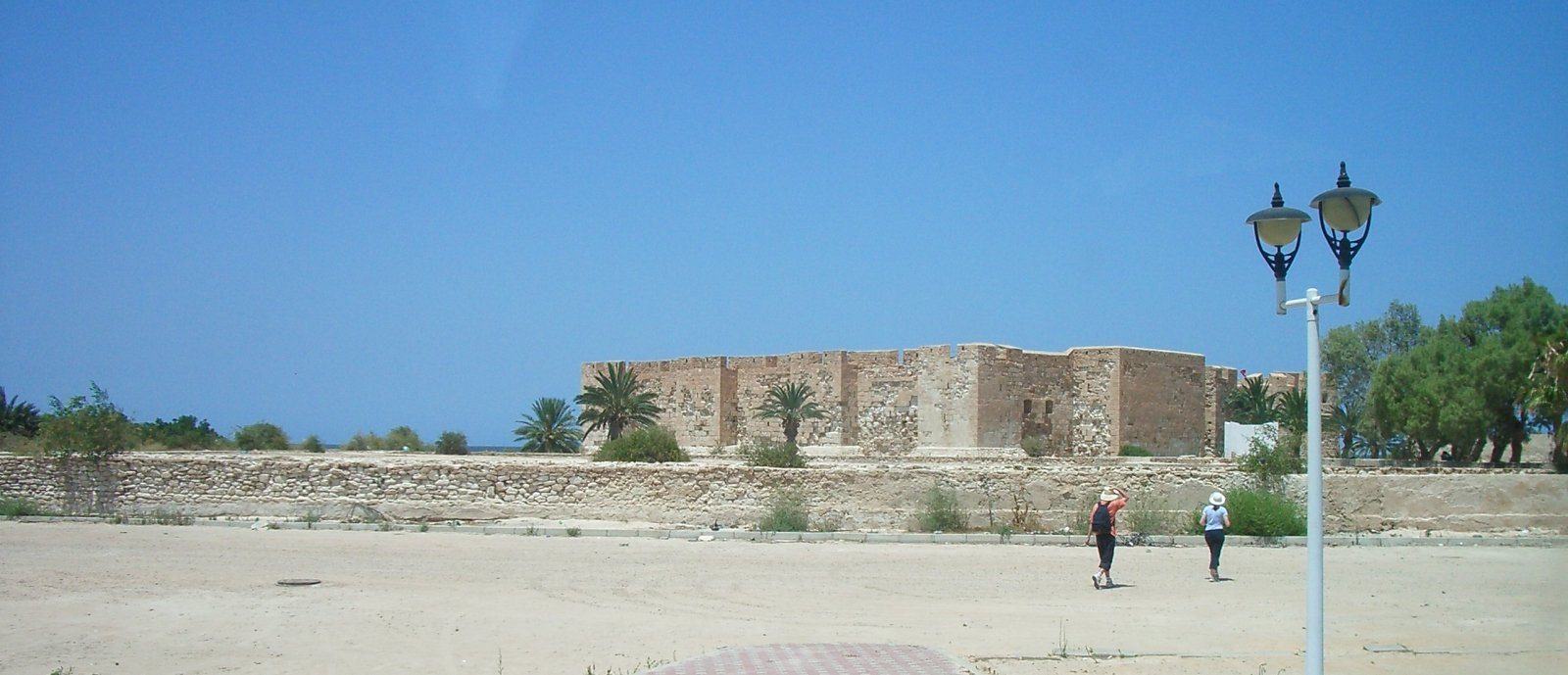
Puente El-Kabir, Houmt El Souk.

Debido a la densidad del centro de la ciudad, su carácter arquitectónico a veces difiere del del resto de la isla. El menzel típico (conjunto espacial formado por la vivienda y las parcelas agrícolas asociadas) puede ser especialmente notablemente diferente; además, en algunas casas más modernas se aprecia un nuevo estilo arquitectónico en el que falta el patio. Los colores dominantes siguen siendo el blanco intenso para la mampostería y el azul cielo para puertas y ventanas. La ciudad tiene varias calles pequeñas conectadas por arcadas, y hay una serie de zocos cubiertos como el de Errbaâ, o el más reciente Mercado Central.
Hay funduqs en la ciudad, que datan de varios siglos y a menudo siguen el mismo estilo de construcción; a nivel del suelo se encuentra un patio generalmente cuadrado con un grupo de tiendas, junto con una puerta con una pesada cerradura. Esto a veces se une a una ventana del ático en el área donde se almacenaban las mercancías. En el patio se albergaban animales, carretas y equipos. El primer piso, al que se accede por una sola escalera, tiene una galería sostenida por columnas y arcos; esta suele ser el punto de acceso a varias habitaciones o almacenes. Todavía se pueden ver muchos de estos edificios en el centro de la ciudad, donde se han convertido en hoteles y albergues juveniles; algunos incluso se han convertido en centros turísticos. La zona costera, antes desierta, se está urbanizando cada vez más.

### Edificios religiosos
Como corresponde a un país musulmán, las mezquitas son numerosas en la ciudad y su arquitectura varía mucho. Varias están construidas en un estilo nativo de la isla, entre las que se encuentra la Jemaâ El Ghorba (literalmente mezquita del extranjero ) del rito Maliki. La Jemaâ Ettrouk (mezquita de los turcos), de rito hanafi, data del siglo XVIII y está equipada con un minarete típico del estilo otomano. También está el Sidi Brahim El Jemni, construido en 1674, con un techo de múltiples bóvedas y una zaouia que contiene la tumba de un santo. Estas tres mezquitas están clasificadas como edificios históricos. Sidi Bouakkazine, ubicado cerca de la biblioteca pública, está construido con azulejos verdes centenarios y también alberga una zaouia con la tumba de un santo. La llamada Lella Gmira, es visitada con mayor frecuencia por mujeres que sufren de infertilidad ; se lavan y encienden una vela allí con la esperanza de obtener una bendición y tal vez dar a luz.
Un poco más lejos de la ciudad, en el camino a Ajim , se puede ver el Sidi Bouzid del rito Ibadi. Sidi Salem y Sidi Youssef se encuentran en la nueva autopista hacia el aeropuerto, y el Jemaâ Ejdid se puede ver en el camino a Mellita. Jamaâ Echeikh, Jemaâ El Bassi y Jemaâ El Guellal están en el mismo barrio en el sureste de Houmt El Souk.
Las leyendas rodean varias de las mezquitas de la ciudad. Sidi Zitouni, ubicada no lejos de Jamaâ Ettrouk y que alberga la tumba de otro santo, así como el Museo de Artes y Tradiciones Populares, es uno de ellos. Según la tradición, la mezquita está habitada por djinns que aparecen sólo en las primeras horas de la noche. En consecuencia, los djerbianos saldrán de la mezquita solo al atardecer. Otra historia se refiere a Jemaâ El Guellal. Supuestamente un alfarero en el siglo XVIII puso sus vasijas, que habían tardado meses en fabricarse, en un carro para llevarlas al mercado. Mientras estaba en el camino, el carro volcó, dejando caer su contenido al suelo. El alfarero, sin embargo, decidió salvar lo que pudo, descubriendo con gran asombro que todas sus mercancías estaban intactas. Al venderlos y ver la intervención divina en el episodio, optó por construir una mezquita en el lugar del accidente.
Jamâa Tajdid, cuya construcción se inició en el siglo XIX y fue confiada a Abou Messeouar y se encuentra en la carretera de Midoun. Messeouar completó el trabajo con la ayuda de su hijo.
Hay varias sinagogas pequeñas en los distritos de Hara El K'bira y Hara Sghira, siendo este último una comunidad de alrededor de 100 judíos. Además, se puede encontrar una iglesia católica en el centro de la ciudad, y una estructura ortodoxa griega se encuentra cerca del puerto, junto al hotel Lottos, uno de los primeros hoteles de la isla.

### Fuerte de Borj El Kebir
Es un castillo y fuerte que se construyó en el paseo marítimo en 1432 bajo el mando del sultán Abû Fâris `Abd Al `Azîz Al-Mutawakkil. También se le conoce como Borj El Ghazi Mustapha porque tuvo varios añadidos significativos entre 1560 y 1567, durante el reinado del sultán otomano Solimán el Magnífico. Una estatua conmemorativa en mármol, originalmente sellada en una de las paredes interiores del fuerte, ahora se exhibe en el Museo Nacional del Bardo en Túnez. Se han realizado excavaciones dentro de la estructura, revelando gran parte de su historia; algunos de los artefactos descubiertos ahora se exhiben dentro de una de las habitaciones del fuerte. Desde lo alto de las murallas se puede tener una vista panorámica del puerto; también visible desde este lugar es el obelisco de nueve metros de altura que indica el sitio de Borj-er-Rous, la Torre de las Calaveras, construida con los huesos de los enemigos de Turgut Reis ejecutados después de su victoria, en julio de 1560, contra una coalición formado por soldados de España , Nápoles , Sicilia , Lombardía , Alemania , Francia y los Caballeros de Malta. La torre tenía forma cónica, 34 pies de diámetro en su base. Fue retirado en 1848 por orden de la capital. Hoy los huesos están enterrados en el cementerio cristiano de la ciudad. El obelisco que reemplazó a la torre fue construido bajo el dominio de Francia.
Justo enfrente del fuerte, detrás del antiguo hospital de la ciudad, existe un aljibe, de época romana, que se utiliza para la recogida de agua de lluvia.

### Otros edificios destacados
Entre los otros edificios característicos, se pueden citar los funduqs, almacenes de alojamiento para las mercancías. La cúpula de los combatientes (Goubbat El Moujahdine), cerca de Jemaâ Ettrouk, es una pequeña construcción cuadrada, con hierro forjado, que alberga tres tumbas de venerados habitantes de Houmt El Souk y es considerada como una zaouïa. Está el Hammam El Barouni, un baño turco que data de varios siglos y que, renovado en varias ocasiones, sigue en uso. Antiguas panaderías, talleres de tejido (cuya arquitectura es particular en Djerba) con sus medias bóvedas y su frontón triangular de estilo griego y los viejos pozos (con sus grandes alas) que servían para el riego de los campos de cebada , de sorgoy las legumbres también tienen una arquitectura típica. El zoco de Errbaâ, plaza de mercado formada en un laberinto con los techos en semibóvedas, reunía a los artesanos sastres, zapateros, joyeros. Sus puertas se cerraban al caer la noche y gran parte de las tiendas permanecían cerradas los sábados teniendo en cuenta el elevado número de comerciantes y artesanos judíos que tenían allí sus tumbas. El mercado es actualmente muy popular entre los turistas.
Un gran teatro al aire libre, construido en 2004 entre la zona del puerto y Borj El Kebir, alberga los grandes eventos culturales incluidos los del festival anual de Ulises. Houmt El Souk cuenta con varias escuelas tanto primarias como secundarias (de las cuales varios colegios y universidades) pero también una oficina de correos (en un edificio característico que se remonta al protectorado francés), varios bancos , un hospital público y varias clínicas privadas, varias farmacias, un buró de turismo y una iniciativa sindical. También hay varios pequeños hoteles construidos bajo el protectorado francés.

## Galería
|                        |
| Mezquita de los turcos |

|                        |
| Calle de Houmt El Souk |

|                   |
| Avenida principal |

|                                |
| Borj El Kebir dominando el mar |

|                                                                 |
| Mercado de pieles en la actual avenida Habib-Bourguiba en 1960. |

|                        |
| Calle de Houmt El Souk |

|                           |
| Entrada al Jomni fondouk. |

|                        |
| Mezquita de los turcos |

|                              |
| Iglesia católica de San José |

|                        |
| Patio de Borj El Kebir |

|                         |
| Entrada a Borj El Kebir |